# (80664) 2000 BZ10
2000 بي زد 10 (ويعرف أيضًا باسم (80664) 2000 بي زد 10 وفق تسمية الكوكب الصغير) (بالإنجليزية: 2000 BZ10)‏ هو كويكب ضمن حزام الكويكبات؛ وترتيبه 80664 من حيث الاكتشاف.
اكتُشف هذا الجُرم الفلكي بواسطة Atsushi Sugie ‏ في 26 يناير 2000.

## وصلات خارجية
- (80664) 2000 BZ10 في قاعدة بيانات مختبر الدفع النفاث لأجرام النظام الشمسي الصغيرة

- الاكتشاف · مخطط المدار ·  العناصر المدارية · المعلمات المادية

- (80664) 2000 BZ10 على موقع ويكي سكاي: DSS2, SDSS, GALEX, IRAS, Hydrogen α, X-Ray, Astrophoto, Sky Map, Articles and images